# Оман, Аксель
Аксель Оман (фин. шв. Axel Åhman; род. 6 февраля 1993, Вёро, Остроботния, Финляндия) —  финский комик, музыкант, писатель и журналист. С 2009 года является членом финской шведскоязычной юмористической группы KAJ. Этнический фин.

## Биография
Оман вырос в небольшой деревне Палвис в муниципалитете Вёро. Он изучал журналистику в Шведской школе социальных наук при Хельсинкском университете. После восьми лет работы в Хельсинки Оман вернулся в Остроботнию и поселился в Ваасе.
В 2009 году вместе с коллегами Кевином Хольмстремом и Якобом Норргордом он основал юмористическую группу Kaj, с которой работает на постоянной основе с 2018 года.
В 2014 году Оман был летним спикером Ваасы. В 2017 году Оман был удостоен третьей премии на Arvid Mörne-tävlingen за рассказ Bastutronen.
Дебют Омана как писателя состоялся в 2020 году со сборником рассказов Klein. Книга написана на диалекте Вёро, и несколько рассказов посвящены людям, которые все еще живут с трудностями взросления, хотя уже достигли зрелого возраста. В 2024 году вышла его первая книга для детей и молодежи, адвентная книга Smugglarens skatt.
Оман представлял Швецию на Евровидение-2025 в составе группы Kaj, заняв 4 место.